# GNS3
GNS3 (ang. Graphical Network Simulator) – darmowy, graficzny emulator sieci, pozwalający kompleksowo tworzyć i testować sieci złożone z wirtualnego sprzętu Cisco, Juniper i wirtualnych maszyn.
Jest to kompletne narzędzie do prowadzenia inżynieryjnych laboratoriów sieciowych, administracyjnych lub dla osób chcących zdać certyfikaty sieciowe takie jak CCNA, CCNP, CCIE, JNCIA, JNCIS, JNCIE. Może służyć do symulowania ataków sieciowych.
Symulator na licencji GPLv2 jest dostępny zarówno dla systemów Windows, jak i Linux.